# Auspicia quaedam
Mit der Enzyklika Auspicia quaedam vom 1. Mai 1948 setzte Papst Pius XII.  nach seinen Enzykliken Communium interpretes dolorum (1945) und Optatissima pax (1947) die Reihe der Friedensenzykliken fort. Er rief in diesem Rundschreiben für den Monat Mai zu öffentlichen Gebeten für den Weltfrieden auf. Da der bewaffnete Konflikt um Palästina eskalierte, forderte er auch für die Lösung des Palästinaproblems zum Friedensgebet auf. Diese Friedensgebete sollten dem Unbefleckten Herzen Mariens geweiht werden, da hierdurch der Frieden in der Welt und in Palästina hergestellt werden könne.

„Wir haben als der Stellvertreter der ganzen, von Gott erlösten menschlichen Familie diese dem Unbefleckten Herzen der heiligsten Gottesmutter weihen wollen. Wir wünschen, dass alle das gleiche tun, so oft es nur die Umstände erlauben, und raten, dass es nicht nur in einzelnen Diözesen oder in Pfarreien geschehen soll, sondern in jeder häuslichen Gemeinschaft.“

Des Weiteren hob der Papst hervor, dass der christliche Friedenswille von Gott stamme und auch seine Waffen habe, aber diese seien an erster Stelle das Gebet.